# Панасовский сельский совет (Липоводолинский район)
Панасовский сельский совет (укр. Панасівська сільська рада) — входит в состав
Липоводолинского района
Сумской области
Украины.
Административный центр сельского совета находится в 
с. Панасовка
.

## Населённые пункты совета
- с. Панасовка
- с. Липовка
- с. Столярово